# Luigi Manconi
Luigi Manconi, également connu sous le pseudonyme Simone Dessì (né le 21 février 1948 à Sassari), est un homme politique, un sociologue et un critique musical italien.

## Biographie
Il est membre du Parti démocrate après avoir été membre des Verts.
En 1994, en tant qu'indépendant, il est élu sénateur sur les listes des Verts et est réélu en 1996-2001. Il participe aux travaux des commissions sur les thématiques Qui lui sont chères : la justice, le garantisme, les libertés individuelles et les garanties sociales, l'autonomie de la personne ainsi que les questions de vie et de mort (de la liberté des soins au testament biologique). De novembre 1996 à juin 1999 il devient le porte-parole des Verts italiens. Après la,défaite aux élections européennes de 1999, il est remplacé par Grazia Francescato.
En 2003, il est nommé par Walter Veltroni, maire de Rome comme garant des droits des personnes privées de la liberté. En 2005 il s'inscrit aux Démocrates de gauche dont il devient le responsable des Droits civils et membre de la direction nationale. Il devient secrétaire d'État du gouvernement Prodi II de 2006 à 2008. Il est sénateur du PD de 2013 à 2018.